# Prodecatoma moreirai
Prodecatoma moreirai is een vliesvleugelig insect uit de familie Eurytomidae. De wetenschappelijke naam is voor het eerst geldig gepubliceerd in 1930 door Bondar.